# Partille Tidning
Partille Tidning  var en gratistidning med dagstidningskaraktär. Den distribuerades varje torsdag till alla hushåll i  Partille kommun. Tidningen grundades 22 januari 2004 som Partille Tidning och lades ner den 20 december 2018 men gavs sedan under 2019 ut som Härryda-Posten/Partille Tidning.
Tidningen återuppstod som heldigital dagstidning den 21 september 2021, som en del av Stampens satsning på nya, digitala, lokala titlar. Tidningens första chefredaktör och ansvarig utgivare var Jonas Rindefjell.
Sedan hösten 2023 är Csaba Bene Perlenberg chefredaktör och ansvarig utgivare för Partille Tidning. 
Partille Tidning har ingen ledarsida.

## Redaktion
Redaktionsort var hela utgivningstiden Partille. Tidningens politiska tendens var oberoende liberal.
| Period                 | Ansvarig utgivare  | Period                 | Redaktör        | Kommentar                                     |
| 2004-01-22--2014-12-18 | Michelsen, Bengt   | 2004-01-22--2014-06-26 | Gustavsson, Ola | redaktionschef 2004-2013 med titeln platschef |
| 2015-01-08--2018-12-19 | Michelsen, William | 2014-10-09--2018-12-20 | Anger, Per      | Platschef                                     |

## Tryckning
Tidningsförlaget hette Aktiebolag William Michelsens boktryckeri i Alingsås. Tidningen trycktes i fyrfärg. Satsytan var inledningsvis större men blev sedan tabloid. Sidantal var inledningsvis 20-24, under 2006-2007 upp till 32 sidor, och sista åren 16-20 sidor. Tryckeri var 2004-2016 Aktiebolag William Michelsens boktryckeri i Alingsås sedan 2016-2018 V-TAB i Landvetter. Tidningens upplaga var 16 400 exemplar år 2004, sedan maxupplaga på 17900 året 2008, och cirka 17000 då tidningen slogs ihop med Härryda Posten. Gratistidningen kunde man prenumerera på om man bodde utanför Partille. Första åren var priset 390 kr och sista året kostade den 495 kr helåret. Annonsomfattningen var omfattande 2015 53 % och året efter 37%.

## Historia
Partille Tidning grundades i början av 2004, som en systertidning till Alingsås Tidning.Tidningen slogs tidigt 2019 samman med Härryda-Posten, en motsvarande gratistidning för Härryda kommun och med samma ägare. Inom WM Media-koncernen ingick då även Lerums Tidning. Den sammanslagna tidningen Härryda-Posten/Partille Tidning hade även en Internetupplaga, med löpande uppdatering.Partille Tidnings upplaga var cirka 17 000, medan upplagan för den sammanslagna tidningen varit cirka 36 000. Efter fleråriga ekonomiska problem för utgivaren WM Media, lades tidningen ner under hösten 2019. Då hade koncernens huvudtidningar Alingsås Tidning och Lerums Tidning fått en ny ägare i Stampen.